# Opéra Royal de Wallonie
De Opéra Royal de Wallonie (Koninklijke Waalse Opera) of het voormalig Théâtre royal de Liège te Luik is een historisch gebouw in het midden van het centrum van Luik.

## Geschiedenis
Door besluit van koning Willem I der Nederlanden vanuit 1816 werd er een fonds ingericht ter oprichting van een theatergebouw. De architect Auguste Duckers maakte er plannen voor een gebouw in het neoclassicistische stijl met een colonnade uit marmer. Het gebouw is opgericht op een locatie van een oud Dominicanenklooster en bij de bouw werd materiaal gebruikt van twee voormalige kerkgebouwen. Met de opbouw werd in 1818 begonnen.
De feestelijke inwijding beleefde het Théâtre royal de Liège, zoals het aanvankelijk heette, op 4 november 1820. Tijdens de Eerste Wereldoorlog was er een moeilijke periode van augustus 1914 tot de heropening in oktober 1919. Ter gelegenheid van de Wereldtentoonstelling van 1930 in Luik werd er boven op het gebouw een fronton met een sculptuur van allegorische figuren geplaatst.
Het gebouw werd volledig gerenoveerd tussen 2009 en 2012. Tijdens de tijdelijke sluiting werden de voorstellingen gegeven in een tent nabij de Maas.

## Koninklijke Waalse Opera (L'Opéra Royal de Wallonie)
Uit de fusie van het Théâtre royal de Liège en het "Grand Théâtre" in Verviers ontstond in 1967 de Koninklijk Waalse Opera of de Opéra royal de Wallonie (ORW) - "Centre Lyrique de la Communauté Française". Tegenwoordig wordt het theater financieel gesteund door de stad Luik, de Waalse regio en de provincie Luik. De grote zaal van het gebouw heeft een capaciteit van 1033 zitplaatsen. In mei 2009 begon een groot renovatieproject dat twee jaar zal duren.
Vele beroemde zangers traden in het operagebouw op, onder meer Ruggero Raimondi en José van Dam alsook befaamde dirigenten als Jean-Claude Malgoire.

## Leiding
| 1967-1992 | Raymond Rossius               |
| 1992-1996 | Paul Danblon                  |
| 1996-2007 | Jean-Louis Grinda             |
| 2007-     | Stefano Mazzonis di Pralafera |

| 1987-1997       | Patrick Davin    |
| november 2007 - | Paolo Arrivabeni |
|                 |                  |

| ???? - ???? | Édouard Rasquin |
|             |                 |